# Medalha Carl Sagan
A Medalha Carl Sagan (em inglês:  Carl Sagan Medal for Excellence in Public Communication in Planetary Science) foi estabelecida pela Divisão de Ciências Planetárias da Sociedade Astronômica Americana, a fim de reconhecer e honorificar comunicações fundamentais de um cientista planetário ativo ao público em geral. Foram premiados os cientistas que contribuíram significativamente para a compreensão pública e entusiasmo geral da ciência planetária.

## Laureados
- 1998 William Kenneth Hartmann
- 1999 Clark Chapman
- 2000 Larry Lebofsky
- 2001 Andre Brahic
- 2002 Heidi Hammel
- 2003 Não houve premiação
- 2004 David Morrison
- 2005 Rosaly Lopes
- 2006 David Grinspoon
- 2007 Não houve premiação
- 2008 G. Jeffrey Taylor
- 2009 Steve Squyres
- 2010 Carolyn Porco
- 2011 James F. Bell, III
- 2012 Patrick Michel
- 2013 Donald Yeomans[2]
- 2014 Guy Consolmagno[3]
- 2015 Daniel D. Durda
- 2016 Yong-Chun Zheng
- 2017 Megan Schwamb e Henry Throop
- 2018 Bonnie Buratti
- 2019 Carrie Nugent
- 2020 Ray Jayawardhana
- 2021 Nicolle Zellner
- 2022 Caleb Scharf